# Joey Carew
Pour les articles homonymes, voir Carew.
Michael Conrad Carew, dit Joey Carew, est un joueur de cricket trinidadien né le 15 septembre 1937 et mort le 8 janvier 2011 à Port-d'Espagne, international avec l'équipe des Indes occidentales. 
Ce batteur gaucher dispute 19 test-matchs avec cette sélection entre 1963 et 1972. 
À l'issue de sa carrière sportive, il est à plusieurs reprises l'un des sélectionneurs de l'équipe.

## Bilan sportif

### Principales équipes
|                    | Test                  |           |
| ------------------ | --------------------- | --------- |
| Indes occidentales | 1963 - 1972           |           |
|                    | First-class           | List A    |
| Trinité-et-Tobago  | 1955-1956 - 1972-1973 | 1972-1973 |

### Statistiques
Carew dispute un total de 19 test-matchs avec les Indes occidentales entre 1963 et 1972. Il marque un total de 1127 courses à la moyenne de 34,15. Il réussit un unique century à ce niveau, contre la Nouvelle-Zélande.